# Remington Модель 572
Remington Модель 572 Fieldmaster — магазинна гвинтівка помпової дії під набій кільцевого запалення, яку випускала компанія Remington Arms. Модель 572 за конструкцією дуже схожа на рушницю Remington 870. Модель 572 може стріляти набоями .22 Short, .22 Long та .22 Long Rifle. Боєприпаси знаходяться в підствольному трубчастому магазині на 15-22 набої в залежності від набою, що використовується. Тривалість виготовлення говорить про популярність і довговічність затвора, а також про загальну надійність цієї гвинтівки. Воно популярне як серед "плінкерів", так і серед колекціонерів, а також ідеально підходить для полювання на дрібну дичину.

## Історія та конструкція
Remington Модель 572 було представлено в 1954 році, як наступник гвинтівки Remington Модель 121 під назвою M572A, при цьому зовнішній вигляд і відчуття були схожі на рушницю Remington 870. Вага гвинтівки становила 2,2 кг. Гвинтівки є "безкурковою", тобто курок прихований в затворі, а викид гільз відбувається збоку. Це дозволило нанести на верхній частині ствольної коробки канавки для кріплення прицілу, а також запобігає влучанню стріляних гільз в обличчя стрільцю.
В 1957 році було представлено полегшену версію, яка є відомою під назвою Remington Model 572 Fieldmaster. Завдяки використанню алюмінію  при виробництві ствольної коробки, спускової скоби, затильника та стволу, компанія Remington змогла зменшити загальну вагу M572A на один фунт.  З горіховими ложею та цівкою M572 та M572 Fieldmaster мали три кольорові схеми: "Crow-wing Black"(CWB), "Buckskin Tan"(BT) та "Teal-wing Blue"(TWB).  Ці абревіатури служили суфіксом до номера моделі. M572TWB було знято з виробництва в 1960 році, а M572BT та M572CWB в останнє пропонували в 1962 році.  
В 1966 році компанія Remington представила гвинтівку BDL або "Deluxe" на додачу до 572A та 572SB. BDL мала нахилену мушку із золотою намистиною, повністю регульований целик, зроблений за зразком прицілу, який використовують на гвинтівці Remington 700, а також високоякісна цівка з горіхового дерева та приклад з прямим гребнем з рельєфною насічкою. У 1991 році горіховий приклад версії BDL Deluxe був змінений, щоб встановити гребінь Монте-Карло, для покращення прицілювання через оптичний приціл, а штамповані насічки було змінено на машинну насічку.

## Поточне виробництво
У 2017 році, після скарг на гребінь Монте-Карло, який заважав цілитися з відкритого прицілу, компанія Remington повернула прямий гребінь. Зараз випускають лише версію BDL Моделі 572.